# Sultan d'Égypte
Sultan d'Égypte était le titre porté par les dirigeants égyptiens après l'établissement de la dynastie ayyoubide de Saladin en 1174 jusqu'à la conquête ottomane de l’Égypte en 1517. Bien que l'étendue du sultanat égyptien ait régressé, il incluait généralement le Levant et le Hedjaz, ce qui a valu aux sultans ayyoubides et plus tard aux sultans mamelouks l'appellation de « sultans de Syrie ». À partir de 1914, le titre fut à nouveau utilisé par les chefs de la dynastie des Alaouites, avant d'être remplacés par le titre de « roi d’Égypte et du Soudan » en 1922.

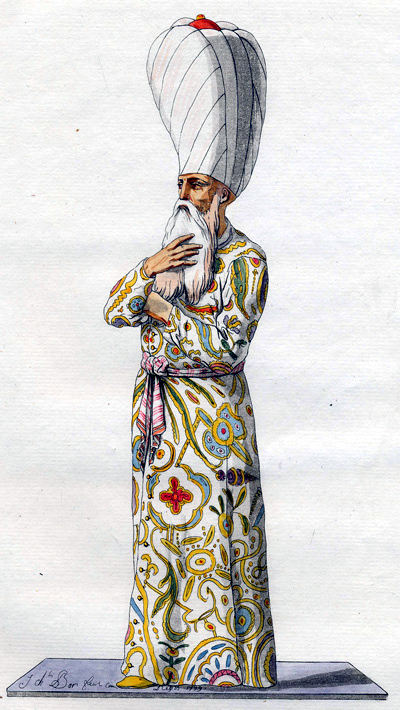
Peinture en 1779 d'un conseiller du Sultan d'Egypte pendant la période mamelouke

## Dynastie ayyoubide
Avant l'avènement de Saladin, l'Égypte était le centre du califat chiite fatimide, la seule période de l'histoire islamique où un califat était dirigé par des membres de la branche chiite de l'islam. Les Fatimides cherchaient depuis longtemps à supplanter complètement le califat abbasside sunnite basé en Irak et, comme leurs rivaux abbassides, ils prirent également le titre de Calife, représentant leur revendication du statut le plus élevé au sein de la hiérarchie islamique. Cependant, avec l'accession au pouvoir de Saladin en 1169, l'Égypte revient dans le giron sunnite. Reconnaissant le calife abbasside comme son suzerain, Saladin prend le titre de sultan en 1174.

## Dynasties mamelouks
En 1250, les Ayyoubides sont renversés par les Mamelouks, qui installent la dynastie des Baharites et dont les dirigeants prennent également le titre de sultan. Parmi les sultans baharites les plus notables figurent Qutuz, qui a vaincu l'armée mongole de Hulagu à la bataille d'Ain Jalut, et Baibars, qui reprend les derniers vestiges du royaume croisé de Jérusalem. Les Baharites sont plus tard renversés par un groupe mamelouk rival, qui a établi la dynastie de Burjites en 1382.

## Sultanat ottomans et Khédivat autonome
La conquête ottomane de l'Égypte en 1517 met fin au sultanat égyptien, et l'Égypte est désormais une province de l'Empire ottoman. Il marque également la fin du califat abbasside, lorsque les Ottomans s'emparent du calife Al-Mutawakkil III et le forcent à abandonner le titre au profit du sultan ottoman Sélim Ier. Les Ottomans accordent peu d'intérêt aux affaires égyptiennes, et les Mamelouks regagnent rapidement la plus grande partie de leur pouvoir en Égypte. Cependant, ils restent vassaux du sultan ottoman et leurs chefs doivent se contenter du titre de Bey.
En 1523, Ahmed Pacha, gouverneur ottoman de l'Égypte se proclame sultan d'Égypte et indépendant de l'Empire ottoman. Il frappe ses propres pièces de monnaie pour légitimer son règne, mais peu de temps après, les forces ottomanes de Pargalı Ibrahim Pacha le capturent et l'exécutent. Ibrahim Pacha assurent ensuite le poste de gouverneur jusqu'à ce qu'il trouve un remplaçant plus fidèle, Hadim Suleiman Pacha.
Après la défaite  de Napoléon Ier en 1801, Méhémet Ali s'empare du pouvoir, écarte les Mamelouks et se proclame souverain d'Égypte. En 1805, le sultan ottoman Selim III le reconnait à contrecœur comme Wāli sous la suzeraineté ottomane. Muhammad Ali, cependant, se considère lui-même comme khédive, et bien que techniquement vassal de l'Empire ottoman, il gouverne l'Égypte comme s'il s'agissait d'un état indépendant. Cherchant à rivaliser avec le sultan ottoman et finalement à le supplanter, Méhémet Ali met en place un programme de modernisation et de militarisation rapide, et étend les frontières de l'Égypte vers le sud au Soudan et vers le nord en Syrie. Finalement, il fait la guerre à l'Empire ottoman avec l'intention de renverser la dynastie Osman au pouvoir et de la remplacer par la sienne. Bien que l'intervention des Grandes Puissances ait empêché Méhémet Ali de réaliser ses ambitions, obligeant l'Égypte à rester techniquement partie de l'Empire ottoman, l'Égypte survit à sa mort, la Sublime Porte reconnaissant la dynastie de Méhémet Ali comme souverains héréditaires du pays.

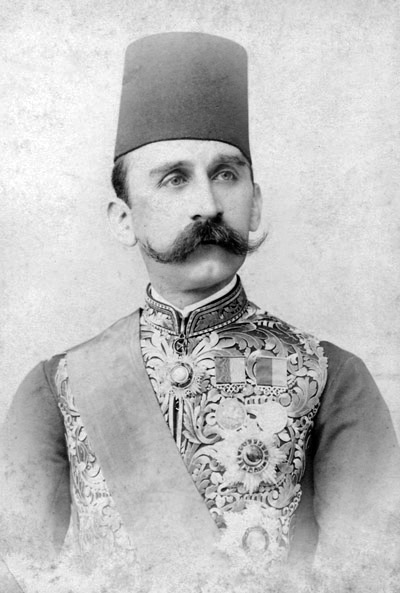
Hussein Kamel, sultan d'Égypte, 1914–1917.

Le petit-fils de Muhammad Ali, Ismaïl Ier, accède au trône en 1863 et se met immédiatement à réaliser les objectifs de son grand-père, mais de manière moins conflictuelle. Cette montée de la puissance égyptienne, combinée à la corruption au sein de l'empire ottoman conduit le sultan ottoman Abdulaziz à reconnaître officiellement le souverain égyptien comme Khédive en 1867. Alors qu'Ismail étend les frontières de l'Égypte en Afrique, l'Empire ottoman continue de se désintégrer. Ismaïl Ier envisage de réaliser l'indépendance formelle de l'Égypte, et même d'utiliser l'ouverture du canal de Suez en 1869 pour se déclarer sultan d'Égypte. Mais il en est empêché par la pression des grandes puissances, qui craignent les conséquences d'une nouvelle désintégration du pouvoir ottoman. En fin de compte, le règne d'Ismail s'est soldé par un échec, en raison des importantes dettes dues à ses projets ambitieux. La pression européenne et ottomane l'oblige à abdiquer en 1879 et au profit de son fils Tewfik, beaucoup plus souple. La révolte d'Orabi qui s'ensuit fait que la Grande-Bretagne envahit l'Egypte en 1882 à l'invitation de khédive Tewfik et commença son occupation du pays pendant plusieurs décennies.

## Restauration du sultanat

Armoiries du sultan d'Égypte (1914–1922)

À partir de 1882, le statut de l'Égypte devient totalement ambiguë : officiellement, elle est une province de l'Empire ottoman, semi-officiellement c'est un état pratiquement indépendant avec sa propre dynastie, ses forces armées et ses possessions territoriales au Soudan, et pratiquement c'est une marionnette sous contrôle britannique. La fiction juridique de la souveraineté ottomane en Égypte prend finalement fin en 1914 lorsque l'Empire ottoman rejoint les Empires centraux durant la Première Guerre mondiale. Redoutant que le khédive Abbas II, anti-britannique, se range du côté des Ottomans, les Britanniques le déposent en faveur de son oncle Hussein Kamel et déclarent l'Égypte sous protectorat britannique. Symbolisant la fin officielle de la domination ottomane, Hussein Kamel prend le titre de Sultan, tout comme son frère Fouad Ier qui lui succède en 1917, bien que l'Égypte reste de fait sous domination britannique. Hussein Kamel et Fouad ont maintenu la revendication égyptienne au Soudan, les nationalistes égyptiens déclarant à leur tour qu'ils étaient « Sultans d'Egypte et du Soudan ».
La colère nationaliste grandissante face à l'occupation britannique force la Grande-Bretagne à reconnaître formellement l'indépendance égyptienne, en 1922. Le titre de Sultan est abandonné et remplacé par celui de Roi. Le leader nationaliste Saad Zaghloul, plus tard exilé par les Britanniques, soutient que c'est parce que les Britanniques refusent de reconnaître un souverain égyptien qui aurait préséance face à leur propre roi (dans la hiérarchie des titres, le sultan, comme le shah en Iran, est comparable à l'empereur, étant un souverain qui ne reconnaît aucun supérieur laïque). Une autre raison invoquée pour le changement de titre est qu'elle reflète la sécularisation croissante de l'Égypte à l'époque, alors que le sultan a des connotations religieuses, ce qui n'est pas le cas du mot arabe pour roi, « malik ».
Après avoir renversé Farouk Ier, le fils de Fouad Ier, lors de la révolution égyptienne de 1952, les officiers envisagent brièvement de reconnaître son fils Sultan pour renforcer la souveraineté égyptienne sur le Soudan et démontrer leur rejet de l'occupation britannique. Mais les révolutionnaires avaient déjà décidé d'abolir la monarchie égyptienne après une brève période de consolidation de leur emprise sur le pouvoir, ils décident finalement que ce serait inutile. L'année suivante, le 18 juin 1953, le gouvernement révolutionnaire abolit officiellement la monarchie et l'Égypte devient une république.

## Liste des sultans

### Dynastie ayyoubide
| Dates | Dates |                  | Lien               |
| ----- | ----- | ---------------- | ------------------ |
| 1172  | 1193  | Saladin          |                    |
| 1193  | 1198  | Malik al-Aziz    | fils du précédent  |
| 1198  | 1200  | Malik al-Mansour | fils du précédent  |
| 1200  | 1218  | Al-Adil          | frère de Saladin   |
| 1218  | 1238  | Al-Kamil         | fils du précédent  |
| 1238  | 1240  | Al-Adil II       | fils du précédent  |
| 1240  | 1249  | Al-Salih Ayyoub  | frère du précédent |
| 1249  | 1250  | Tûrân Châh       | fils du précédent  |

### Dynastie Baharite
| Dates | Dates |                                              | Lien                                                                     |
| ----- | ----- | -------------------------------------------- | ------------------------------------------------------------------------ |
| 1250  | 1257  | Chajar ad-Durr                               | veuve de l'ayyoubide As-Sâlih Ayyûb                                      |
| 1250  | 1257  | Al-Muizz Izz ad-Dîn Aybak                    | second époux de Chajar ad-Durr                                           |
| 1257  | 1259  | Al-Mansur Nur ad-Dîn Ali                     | fils d'Aybak                                                             |
| 1259  | 1260  | Al-Muzaffar Sayf ad-Dîn Qutuz                | mamelouk d'Aybak                                                         |
| 1260  | 1277  | Baybars                                      | mamelouk d'As-Sâlih Ayyûb                                                |
| 1277  | 1279  | As-Said Nâsir ad-Dîn Baraka Khan             | fils de Baybars                                                          |
| 1279  | 1279  | Al-Adil Badr ad-Dîn Salamish                 | fils de Baybars                                                          |
| 1279  | 1290  | Qala'un                                      | mamelouk d'As-Sâlih Ayyûb                                                |
| 1290  | 1293  | Al-Achraf Salâh ad-Dîn Khalil                | fils de Qala'un                                                          |
| 1293  | 1295  | An-Nâsir Muhammad                            | fils de Qala'un                                                          |
| 1295  | 1297  | Kitbugha                                     | mamelouk de Qala'un                                                      |
| 1297  | 1299  | Lajin                                        | mamelouk d'Al-Mansur Nur ad-Dîn Ali puis de Qala'un                      |
| 1299  | 1309  | An-Nâsir Muhammad                            |                                                                          |
| 1309  | 1309  | Al-Muzaffar Rukn ad-Dîn Baybars al-Jashankir | mamelouk de Qala'un                                                      |
| 1309  | 1341  | An-Nâsir Muhammad                            |                                                                          |
| 1341  | 1341  | Al-Mansûr Sayf ad-Dîn Abu-Bakr               | fils d'An-Nâsir Muhammad                                                 |
| 1341  | 1342  | Al-Achraf Ala ad-Dîn Kûjuk                   | fils d'An-Nâsir Muhammad                                                 |
| 1342  | 1342  | An-Nâsir Shihab ad-Dîn Ahmad                 | fils d'An-Nâsir Muhammad                                                 |
| 1342  | 1345  | As-Sâlih `Imâd ad-Dîn Ismâ`îl                | fils d'An-Nâsir Muhammad                                                 |
| 1345  | 1346  | Al-Kâmil Sayf ad-Dîn Shaban                  | fils d'An-Nâsir Muhammad                                                 |
| 1346  | 1347  | Al-Muzaffar Sayf ad-Dîn Hâjjî                | fils d'An-Nâsir Muhammad                                                 |
| 1347  | 1351  | An-Nâsir Badr ad-Dîn Abû al-Ma`âlî al-Hasan  | fils d'An-Nâsir Muhammad                                                 |
| 1351  | 1354  | As-Sâlih Salâh ad-Dîn Sâlih                  | fils d'An-Nâsir Muhammad                                                 |
| 1354  | 1361  | An-Nâsir Badr ad-Dîn Abû al-Ma`âlî al-Hasan  |                                                                          |
| 1361  | 1363  | Al-Mansûr Salâh ad-Dîn Muhammad              | fils de Sayf ad-Dîn Hâjjî                                                |
| 1363  | 1376  | Al-Achraf Zayn ad-Dîn Chabân                 | petit-fils d'An-Nâsir Muhammad                                           |
| 1376  | 1382  | Al-Mansûr Alâ ad-Dîn Ali                     | fils de Zayn ad-Dîn Chabân                                               |
| 1382  | 1382  | As-Sâlih Zayn ad-Dîn Hajji                   | fils de Zayn ad-Dîn Chabân                                               |
| 1382  | 1389  | Az-Zâhir Sayf ad-Dîn Barquq                  | mamelouk de Yalbogha al-`Umari (en) qui était le tuteur d'Alâ ad-Dîn Ali |
| 1389  | 1389  | As-Sâlih Zayn ad-Dîn Hajji                   |                                                                          |
| 1389  | 1399  | Az-Zâhir Sayf ad-Dîn Barquq                  |                                                                          |

### Dynastie Burjite
| Dates | Dates |                                | Lien                                  |
| ----- | ----- | ------------------------------ | ------------------------------------- |
| 1382  | 1389  | Az-Zâhir Sayf ad-Dîn Barquq    |                                       |
| 1389  | 1389  | As-Sâlih Zayn ad-Dîn Hajji     | fils d'Al-Achraf Zayn ad-Dîn Chabân   |
| 1389  | 1399  | Az-Zâhir Sayf ad-Dîn Barquq    |                                       |
| 1399  | 1405  | An-Nâsir Faraj                 | fils de Barquq                        |
| 1405  | 1405  | Al-Mansûr Abd al-Azîz          | fils de Barquq                        |
| 1405  | 1412  | An-Nâsir Faraj                 |                                       |
| 1412  | 1412  | Al-Musta`in                    | fils du calife Al-Mutawakkil Ier      |
| 1412  | 1421  | Al-Muayyad Chaykh al-Muhammudi | mamelouk de Barquq                    |
| 1421  | 1421  | Al-Muzaffar Ahmad              | fils de Chaykh al-Muhammudi           |
| 1421  | 1421  | Az-Zâhir Sayf ad-Dîn Tatar     | mamelouk de Barquq                    |
| 1421  | 1422  | Al-Sâlih Nâsir ad-Dîn Muhammad | fils de Tatar                         |
| 1422  | 1438  | Barsbay                        | mamelouk de Barquq                    |
| 1438  | 1438  | Al-Azîz Jamal ad-Dîn Yusuf     | fils de Barsbay                       |
| 1438  | 1453  | Jaqmaq                         | mamelouk de Barquq, atabeg de Barsbay |
| 1453  | 1453  | Al-Mansûr Fakhr ad-Dîn `Uthman | fils de Jaqmaq                        |
| 1453  | 1460  | Inal                           | mamelouk de Barquq                    |
| 1460  | 1460  | Al-Muyyad Chihab ad-Dîn Ahmad  | fils d'Inal                           |
| 1460  | 1467  | Khuchqadam                     | mamelouk de Chaykh al-Muhammudi       |
| 1467  | 1468  | Bilbay                         |                                       |
| 1468  | 1468  | Timurbugha                     |                                       |
| 1468  | 1496  | Qaitbay                        | mamelouk de Jaqmaq                    |
| 1496  | 1498  | An-Nâsir Muhammad              | fils de Qaitbay                       |
| 1498  | 1500  | Az-Zâhir Qânsûh                | mamelouk de Qaitbay                   |
| 1500  | 1501  | Al-Achraf Janbalat             |                                       |
| 1501  | 1501  | Al-Adil Tuman Bay              |                                       |
| 1501  | 1516  | Qânsûh Al-Ghûrî                | mamelouk de Qaitbay                   |
| 1516  | 1517  | Al-Achraf Tuman Bay            |                                       |

### Dynastie Alaouite
| Dates | Dates |               | Lien               |
| ----- | ----- | ------------- | ------------------ |
| 1914  | 1917  | Hussein Kamal |                    |
| 1917  | 1922  | Fouad Ier     | frère du précédent |